# Dsmitryj Korabau
Dsmitryj Mikalajewitsch Korabau (belarussisch Дзмітрый Мікалаевіч Корабаў, russisch Дмитрий Николаевич Коробов/Dmitri Nikolajewitsch Korobow; * 12. März 1989 in Nawapolazk, Weißrussische SSR) ist ein belarussischer Eishockeyspieler, der seit Mai 2020 bei Salawat Julajew Ufa aus der Kontinentalen Hockey-Liga (KHL) unter Vertrag steht und dort auf der Position des Verteidigers spielt.

## Karriere
Dsmitryj Korabau begann seine Karriere als Eishockeyspieler in der Nachwuchsabteilung von Chimik-SKA Nawapolazk. Als 15-Jähriger wechselte er zum HK Homel, für dessen Profimannschaft er in der Saison 2006/07 sein Debüt in der belarussischen Extraliga gab. Dabei erzielte er in 46 Spielen insgesamt vier Tore und gab fünf Vorlagen. Zudem wurde er mit Homel in dieser Spielzeit belarussischer Pokalsieger. Nach einem weiteren Jahr in Homel, wechselte er zu den Playoffs zum Ligarivalen HK Keramin Minsk, mit dem er belarussischer Meister wurde. Trotz dieses Erfolges wechselte der Verteidiger nach dem ersten Spieltag der Saison 2008/09 zum Ligarivalen Schinnik Babrujsk. Im Laufe der Spielzeit wurde der Junioren-Nationalspieler vom HK Dinamo Minsk verpflichtet, für den er in der Premierensaison der neu gegründeten Kontinentalen Hockey-Liga in zwölf Spielen auf dem Eis stand. Dabei gab er zwei Vorlagen.   
In der Saison 2009/10 kam Korabau ausschließlich für Minsks neues Farmteam HK Schachzjor Salihorsk in der Extraliga zum Einsatz. In der Saison 2010/11 war er wiederum Stammspieler im KHL-Team von Dinamo Minsk. In der folgenden Spielzeit kam er zu zwei Einsätzen beim HK Homel und wurde ansonsten nur in der KHL eingesetzt.
Ab Mai 2012 stand Korabau bei Lokomotive Jaroslawl in der Kontinentalen Hockey-Liga unter Vertrag, erhielt aber im August einen NHL-Einstiegsvertrag über zwei Jahre bei der Tampa Bay Lightning. Im zweiten Vertragsjahr wurde Korabau erstmals in den NHL-Kader der Lightning berufen und absolvierte drei NHL-Spiele für das Franchise. Ansonsten kam er in der American Hockey League bei den Syracuse Crunch zum Einsatz.
Am 1. Juli 2014 entschied sich Korabau zu einer Rückkehr nach Russland und unterschrieb einen Zweijahresvertrag bei Atlant Moskowskaja Oblast.  Aufgrund finanzieller Probleme zog sich Atlant nach der Saison 2014/15 vom Spielbetrieb zurück und Korabau wechselte mit einigen anderen Spielern des Klubs zum HK Spartak Moskau, der Atlants KHL-Startplatz übernahm. Bereits nach einer Spielzeit in Moskau kehrte er nach Belarus zurück, wo er  wieder für Dinamo Minsk in der KHL spielte.
2018 verließ er Dinamo erneut und wurde von Torpedo Nischni Nowgorod verpflichtet. Dort war er ebenso ein Jahr aktiv, wie zwischen 2019 und 2020 bei Amur Chabarowsk. Im Sommer 2020 erfolgte der Wechsel zu Salawat Julajew Ufa.

### International
Für Belarus nahm Korabau im Juniorenbereich an der U18-Junioren-Weltmeisterschaft der Top-Division 2006 und der U18-Junioren-Weltmeisterschaft der Division I 2007 sowie den U20-Junioren-Weltmeisterschaften der Top-Division U20-Junioren-Weltmeisterschaft der Top-Division 2007 und der Division I 2008 und 2009 teil. 
Im Seniorenbereich stand er im Aufgebot seines Landes bei den Weltmeisterschaften 2009, 2011, 2012, 2014, 2015, 2016 und 2017.

## Erfolge und Auszeichnungen
- 2007 belarussischer Pokalsieger mit dem HK Homel
- 2007 Aufstieg in die Top-Division bei der U18-Weltmeisterschaft der Division I, Gruppe A
- 2008 Belarussischer Meister mit dem HK Keramin Minsk

## Karrierestatistik
Stand: Ende der Saison 2019/20

### International
(Legende zur Spielerstatistik: Sp oder GP = absolvierte Spiele; T oder G = erzielte Tore; V oder A = erzielte Assists; Pkt oder Pts = erzielte Scorerpunkte; SM oder PIM = erhaltene Strafminuten; +/− = Plus/Minus-Bilanz; PP = erzielte Überzahltore; SH = erzielte Unterzahltore; GW = erzielte Siegtore; 1 Play-downs/Relegation; Kursiv: Statistik nicht vollständig)